# Japanese butterfly
Japanese butterfly, later uitgegeven als The Japanese way en weer later als Broken wings is een studioalbum van Steve Jolliffe. Het origineel werd in 1983 uitgegeven, in 1988 volgde de compact discversie en in 2005 de cd-r. Jolliffe bedacht daarbij steeds andere titels voor dezelfde tracks of veranderde de volgorde. De muziek is meditatief.

## Musici
- Steve Jolliffe – dwarsfluit, tenorsaxofoon, toetsinstrumenten

## Muziek
| Nr. | Titel              | Cd The Japanese way | Duur       |
| --- | ------------------ | ------------------- | ---------- |
| 1.  | Japanses butterfly | Flowers on the wing | (cd): 4:54 |
| 2.  | Memoirs            | Silent warrior      | 4:12       |
| 3.  | Loneliness         | The lotus puzzle    | 2:46       |
| 4.  | Lost               | Still waters        | 4:54       |
| 5.  | Gently in space    | Air spirals         | 3:19       |
| 6.  | Reflections        | Silk waves          | 3:23       |
| 7.  | Travel             | Paper kites         | 3:15       |
| 8.  | Home               | Street of dreams    | 5:09       |
| 9.  | Secret garden      | The city awakes     | 4:50       |
| 10. | Kos ho ni shi      | Sunrise futures     | 5:12       |